# Marcus Llanque
Marcus Llanque (* 3. August 1964 in Hannover) ist ein deutscher Politikwissenschaftler. Er hat seit 2008 den Lehrstuhl für Politische Theorie am politikwissenschaftlichen Institut der Universität Augsburg inne.

## Werdegang
Llanque studierte Politikwissenschaft, Geschichte und Philosophie sowie Rechtswissenschaft an den Universitäten Tübingen und Frankfurt am Main. Im Jahr 1997 wurde er bei Herfried Münkler an der Humboldt-Universität zu Berlin mit einer Arbeit über demokratisches Gedankengut im Ersten Weltkrieg zum Dr. phil. promoviert.
2003 vertrat Llanque eine Professur an der Universität Darmstadt, 2004 erfolgte die Habilitation an der Humboldt-Universität. Von 2004 bis 2005 vertrat er wiederum eine Professur an der Universität Duisburg-Essen. Im Anschluss daran war Llanque von 2005 bis 2007 Heisenberg-Stipendiat der Deutschen Forschungsgemeinschaft. Während dieser Zeit hielt er sich mehrfach zu Forschungszwecken im Ausland auf, darunter 2005/2006 an der Columbia University, New York, und an der London School of Economics im Jahr 2007.

## Arbeitsgebiete
Die Schwerpunkte von Llanques wissenschaftlicher Tätigkeit liegen auf den Gebieten der Demokratietheorie, der Politischen Ideengeschichte (hier vor allem im politischen Denken des Republikanismus), sowie der Verfassungstheorie.
Im Jahr 2000 war Llanque an der Gründung der Hugo-Preuß-Gesellschaft beteiligt und ist seither als Geschäftsführer Mitglied ihres Vorstandes.
Marcus Llanque ist ferner Mitglied der Deutschen Gesellschaft zur Erforschung des Politischen Denkens sowie der Deutschen Vereinigung für Politische Wissenschaft, innerhalb derer er zudem Vorstandsmitglied der Sektion „Politische Theorie und Ideengeschichte“ ist.
Seit 2010 gibt Llanque  zusammen mit Gary S. Schaal und André Brodocz die neugegründete Zeitschrift für Politische Theorie heraus.
Er gehört dem Wissenschaftlichen Beirat des Vereins Weimarer Republik zum Haus der Weimarer Republik an.

## Schriften (Auswahl)

### Monographien und Herausgeberschaften
- Konzeptionen der Gerechtigkeit – Kulturvergleich, politische Ideengeschichte, moderne Debatte (zusammen mit Herfried Münkler), Baden-Baden 1999.
- Demokratisches Denken im Krieg. Die deutsche Debatte im Ersten Weltkrieg, Berlin (Akademie-Verlag) 2000.
- Der demokratische Nationalstaat in den Zeiten der Globalisierung. Politische Leitideen für das 21. Jahrhundert – Festschrift zum 80. Geburtstag von Iring Fetscher (zusammen mit Herfried Münkler und Clemens K. Stepina), Berlin (Akademie) 2002.
- Klassischer Republikanismus und moderner Verfassungsstaat, Habilitationsschrift 2004.
- Politische Theorie und Ideengeschichte. Lehr- und Textbuch (zusammen mit Herfried Münkler), Berlin 2007 (Akademie-Verlag).
- Bedrohungen der Demokratie, Wiesbaden 2008 (zusammen mit André Brodocz und Gary Schaal) (VS-Verlag).
- Politische Ideengeschichte. Ein Gewebe politischer Diskurse, München/Wien (Oldenbourg-Verlag) 2008.
- Souveräne Demokratie und soziale Homogenität. Das politische Denken Hermann Hellers (= Staatsverständnisse, Bd. 33), Baden-Baden (Nomos) 2010.
- Geschichte der politischen Ideen. Von der Antike bis zur Gegenwart, München (C.H. Beck) 2012.

### Aufsätze
- Ernst Fraenkel und die Rätedemokratie, in: Robert Chr. van Ooyen, Martin H.W. Möllers (Hrsg.): (Doppel)Staat und Gruppeninteressen. Pluralismus – Parlamentarismus – Schmitt-Kritik bei Ernst Fraenkel, Baden-Baden 2009, S. 185–205.
- Humanismus und Politik, in: Jörn Rüsen, Henner Laass (Hrsg.): Interkultureller Humanismus, Schwalbach/Ts. 2009, S. 178–207.
- Die Transformation sozialer Wirklichkeit in Recht bei Georg Jellinek und ihr Einfluss auf Martin Drahts Neukonzipierung der Staatslehre als Gesellschaftslehre, in: Michael Henkel, Oliver Lembcke (Hrsg.), Martin Drath: Der Staat als Lebensaufgabe, 2009.
- On Constitutional membership, in: Martin Loughlin (Hrsg.): The Twilight of Constitutionalism. Demise or Transmutation?, London 2009.
- Mehr Demokratie wagen: Weimar und die direkte Demokratie, in: Friedrich-Ebert-Stiftung (Hrsg.): Wert und Wirkung der Weimarer Reichsverfassung, 2009.
- Konstitutionalismus, Gewaltenteilung, in: Claus Offe, Martin Hartmann (Hrsg.): Lexikon Politische Theorie und Philosophie, München 2009.
- Die Menschenrechtskritik von Carl Schmitt, in: Georg Lohmann, Arnd Pollmann (Hrsg.): Handbuch Menschenrechte, Stuttgart 2009.
- Verfassungslehre, in: Dieter Nohlen, Rainer-Olaf Schultze: Lexikon der Politikwissenschaft, 7. Aufl. München 2009.